# Female Prisoner Scorpion: Beast Stable
Female Prisoner Scorpion: Beast Stable (女囚さそり/けもの部屋?, Joshuu Sasori - Kemono Beya) è un film del 1973, diretto da Shunya Ito, tratto dall'omonimo manga di Tooru Shinohara. È il terzo lungometraggio della serie Sasori, l'ultimo diretto da Ito.

## Trama
Nami Matsushima, detta Sasori, si trova sulla metropolitana, quando viene raggiunta dal detective Kondo. La ragazza tira fuori un coltello e inizia a fuggire, ma viene nuovamente raggiunta da Kondo, che sta per ammanettarla. Sasori taglia il braccio del detective e inizia una fuga per le strade della città, con l'arto insanguinato del detective appeso al suo polso.
Successivamente, Sasori trova rifugio presso Yuki, una prostituta che vive insieme al fratello ritardato mentale, con il quale ha un rapporto incestuoso e dal quale aspetta un figlio. Presto Sasori e Yuki divengono amiche, e Sasori trova un lavoro come cucitrice. Yuki tenta di raggirare Katsu, la sua sfruttatrice, che la umilia infilandole una mazza da golf nella vagina. Sasori intanto viene ricattata da Tanida, uno yakuza che sa chi è la ragazza e perché è ricercata. Yuki uccide lo yakuza, gettando sul suo volto una brocca di acqua bollente.
Sasori viene rapita dagli uomini di Katsu, che una volta vista la donna la riconosce. Le due erano infatti detenute nello stesso carcere. Sasori viene drogata e rinchiusa in una gabbia. Una prostituta viene fatta abortire con la forza, e muore davanti agli occhi di Sasori, che recupera dalle mani della ragazza un piccolo coltello e riesce a uscire dalla gabbia, quindi inizia ad uccidere tutti i responsabili della morte della ragazza. Dopo aver gettato da una terrazza uno yakuza, Sasori viene rintracciata dalla polizia e si nasconde nelle fogne. Yuki la cerca, fino a rintracciarla, e l'aiuta dandole da mangiare attraverso un filo.
Il detective Kondo capisce che Yuki sa dove si trova Sasori, e fa torturare la ragazza, che la sera successiva chiama Sasori. Questa capisce che si tratta di una trappola e inizia a scappare. Kondo ordina ai suoi uomini di gettare benzina dentro le fogne, quindi getta una sigaretta accesa. Credendo che Sasori sia morta, il detective si allontana.
Sasori riesce incredibilmente a sopravvivere, quindi viene arrestata con l'accusa di incendio. Una volta in carcere, Sasori incontra nuovamente Katsu, che si è costituita per evitare di essere uccisa dalla ragazza. Katsu inizia ad impazzire e crede che ogni persona che si trova dentro il carcere sia Sasori. Per questo viene chiusa in una cella d'isolamento. Il detective Kondo si reca nel carcere e si ferma davanti alla cella d'isolamento. Katsu crede sia Sasori venuta ad ucciderla e strangola il detective con un filo di ferro. Alla scena assiste una prigioniera, che non interviene nonostante il detective chieda il suo aiuto. Prima di morire, Kondo si rende conto che la prigioniera è Sasori, che si allontana soddisfatta.

## Collegamenti ad altre pellicole
- La canzone che accompagna i titoli di testa della pellicola, Urami-Bushi, scritta da Shunya Ito e cantata da Meiko Kaji, è stata utilizzata da Quentin Tarantino nei titoli di coda dei due Kill Bill.